# Kevin Porter (basket-ball)
Pour les articles homonymes, voir Kevin Porter.
Kevin Porter (né le 17 avril 1950, à Chicago, Illinois) est un ancien joueur américain professionnel de basket-ball.
Meneur de jeu d'1,85 m issu de l'université Saint Francis, Porter disputa 10 saisons (1972 à 1981; 1982 à 1983) en National Basketball Association sous les couleurs des Baltimore/Capital/Washington Bullets, des Detroit Pistons et des New Jersey Nets. Porter fut l'un des passeurs les plus talentueux de l'histoire de la ligue, étant meilleur passeur décisif de la NBA à quatre reprises durant sa carrière (1975, 1978, 1979 et 1981). Il détint le record de passes décisives en un match avec 29 jusqu'à ce que Scott Skiles le dépasse avec 30 passes décisives le 30 décembre 1990. 
Porter était membre de l'équipe des Bullets qui atteignirent la Finale NBA 1975 où ils s'inclinèrent face aux Golden State Warriors. Quand il prit sa retraite en 1983, il avait accumulé un total de 5314 passes décisives et 7645 points en carrière.  
Après avoir quitté la NBA, Porter intégra la "Toyota Super Corollas Basketball Team" de la Philippine Basketball Association. 
Porter travaille désormais à la "Jensen Academy".

## Pour approfondir
- Liste des meilleurs passeurs en NBA par saison.
- Liste des joueurs de NBA avec 23 passes décisives et plus sur un match.